# Carmen Díez de Rivera
Carmen Díez de Rivera y de Icaza (ur. 29 sierpnia 1942 w Madrycie, zm. 29 listopada 1999 tamże) – hiszpańska polityk, posłanka do Parlamentu Europejskiego II, III i IV kadencji. Aktywna uczestniczka procesu transformacji ustrojowej z połowy lat 70., określana za swoje zasługi mianem „La musa de la Transición”.

## Życiorys
Córka hiszpańskiej arystokratki Sonsoles de Icaza i Ramóna Serrano Suñera, szwagra generała Francisca Franco. Nie została uznana przez biologicznego ojca, uznał ją natomiast za córkę mąż jej matki, markiz Francisco de Paula Díez de Rivera y Casares. O swoim pochodzeniu dowiedziała się po latach, gdy planowała poślubić mężczyznę, który okazał się jej przyrodnim bratem. Carmen Díez de Rivera wyjechała wtedy do Wybrzeża Kości Słoniowej, gdzie przez kilka lat pracowała społecznie.
Wcześniej była zatrudniona w periodyku kulturalnym „Revista de Occidente”. Studiowała filozofię i nauki polityczne, kształciła się również na Sorbonie i na Uniwersytecie Oksfordzkim. Po powrocie do Hiszpanii w 1969 podjęła pracę w Radiotelevisión Española, kierując sekretariatem dyrektora generalnego, którym był wówczas Adolfo Suárez. W latach 70. zaangażowała się w działalność partyjną, najpierw w ramach USDE, następnie w PSP.
Gdy w lipcu 1976 Adolfo Suárez w okresie transformacji objął urząd premiera, powierzył Carmen Díez de Rivera stanowisko dyrektora swojego gabinetu politycznego. Utrzymywała dobre relacje z hiszpańską rodziną królewską, jednocześnie wspierała działania na rzecz legalizacji partii komunistycznej. Zakończyła urzędowanie w maju 1977.
W 1987 wystartowała z powodzeniem do Europarlamentu z ramienia Centrum Demokratycznego i Społecznego Adolfa Suáreza. W 1989 i 1994 uzyskiwała reelekcję z listy Hiszpańskiej Socjalistycznej Partii Robotniczej. Z zasiadania w PE zrezygnowała w styczniu 1999 na kilka miesięcy przed końcem kadencji. Zmarła od pod koniec tegoż roku na skutek choroby nowotworowej.